# Glenea baja
Glenea baixa é uma espécie de escaravelho da família Cerambycidae. Foi descrita por Karl Jordan em 1903.